# Jessie Little Doe Baird
Jessie Little Doe Baird (également Jessie Little Doe Fermino, née le 18 novembre 1963)  est une linguiste américaine connue pour ses efforts visant à faire revivre le wampanoag. Elle a reçu une bourse MacArthur en 2010.
Elle réside à Mashpee, dans le Massachusetts.

## Biographie
En 1992 ou 1993, Baird a vécu de nombreux rêves qu'elle croyait être des visions de ses ancêtres la rencontrant et parlant dans leur langue dans sa langue, qu'elle ne comprenait pas au début. Il a également été affirmé que selon une prophétie telle que la croyait sa communauté wampanoag qu'une femme de leur espèce quitterait sa maison pour ramener leur langue et « les enfants de ceux qui avaient contribué à briser le cycle de la langue aideraient à le guérir.»  Vers la même année, Baird a commencé à enseigner la langue wôpanâak dans les sites tribaux de Mashpee et d'Aquinnah,.
Baird fait une maîtrise du Massachusetts Institute of Technology trois ans plus tard, où elle a étudié avec le linguiste Dr. Kenneth L. Hale,, ensemble, ils ont collaboré à la création d'une base de données linguistique basée sur des documents écrits officiels, des correspondances gouvernementales et des textes religieux, en particulier une Bible de 1663 imprimée par le ministre puritain John Eliot conservée dans les archives du MIT, cela a conduit à un premier dictionnaire de +10 000 mots qu'ils ont rédigé en 1996.
Elle et son travail sur la reconstruction et le renouveau de la langue wôpanâak font l'objet d'un documentaire PBS, "We Still Live Here – Âs Nutayuneân", réalisé par Anne Makepeace.
Elle est également vice-présidente du Mashpee Wampanoag Indian Tribal Council.
En 2017, Jessie Little Doe Baird a reçu un doctorat honorifique en sciences sociales de l'Université de Yale.